# Plectris maculicollis
Plectris maculicollis är en skalbaggsart som beskrevs av Gilbert John Arrow 1925. Plectris maculicollis ingår i släktet Plectris och familjen Melolonthidae. Inga underarter finns listade i Catalogue of Life.